# Выжелесское сельское поселение
Выжелесское сельское поселение — муниципальное образование (сельское поселение) в Спасском районе Рязанской области.
Административный центр — село Выжелес.

## История
Выжелесское сельское поселение образовано в 2006 г. из Выжелесского, Дегтянского и Иванковского сельских округов.

## Население
| 2010  | 2012  | 2013  | 2014  | 2015  | 2016  | 2017  | 2018  | 2019  |
| ----- | ----- | ----- | ----- | ----- | ----- | ----- | ----- | ----- |
| 1472  | ↘1421 | ↘1374 | ↘1326 | ↘1285 | ↘1255 | ↘1227 | ↘1218 | ↘1212 |
| 2020  | 2021  |       |       |       |       |       |       |       |
| ↘1185 | ↗1195 |       |       |       |       |       |       |       |

## Состав сельского поселения
| №  | Населённый пункт    | Тип населённого пункта       | Население |
| -- | ------------------- | ---------------------------- | --------- |
| 1  | Воскресеновка       | деревня                      | 5         |
| 2  | Выжелес             | село, административный центр | ↘497      |
| 3  | Дегтяное            | село                         | ↘397      |
| 4  | Дмитриевка          | деревня                      | 1         |
| 5  | Зыкеево             | село                         | ↘17       |
| 6  | Иванково            | село                         | ↘322      |
| 7  | Крахмального завода | посёлок                      | 23        |
| 8  | Кучино              | деревня                      | ↘93       |
| 9  | Макеево             | деревня                      | 13        |
| 10 | Малево              | деревня                      | 11        |
| 11 | Малышево            | село                         | ↘44       |
| 12 | Погори              | деревня                      | ↘43       |
| 13 | Стариково           | деревня                      | ↘6        |

## Местное самоуправление
Главы сельского поселения
- до 2023 года — Сергей Станиславович Березин
- с 2023 года — Андрей Борисович Андреев

Главы администрации
- Геннадий Михайлович Панкин[14]